# Rajon Jemiltschyne
Der Rajon Jemiltschyne (ukrainisch Ємільчинський район/Jemiltschynskyj rajon; russisch Емильчинский район/Jemiltschinski rajon) war eine Verwaltungseinheit innerhalb der Oblast Schytomyr im Osten der Ukraine. Der Rajon, welcher 1923 gegründet wurde, hatte eine Fläche von 2112 km² und eine Bevölkerung von etwa 32.000 Einwohnern, das Verwaltungszentrum lag in Jemiltschyne.
Er grenzte im Nordosten an den Rajon Luhyny, im Osten an den Rajon Korosten, im Südosten an den Rajon Choroschiw, im Süden an den Rajon Pulyny, im Westen den Rajon Nowohrad-Wolynskyj sowie im Norden an den Rajon Olewsk.
Am 17. Juli 2020 kam es im Zuge einer großen Rajonsreform zum Anschluss des Rajonsgebietes an den Rajon Nowohrad-Wolynskyj.
Auf kommunaler Ebene war der Rajon in 2 Siedlungsratsgemeinden und 35 Landratsgemeinden unterteilt, denen jeweils einzelne Ortschaften untergeordnet waren.
Zum Verwaltungsgebiet gehörten:
- 2 Siedlungen städtischen Typs
- 117 Dörfer